# Alfred Karindi
Alfred Karindi (Kõnnu, 30 mei 1901 – Tallinn, 13 april 1969) was een Estische componist en organist.

## Levensloop
Alfred Karindi werd in 1901 geboren in Kõnnu (sinds 1975 Ongassaare) onder de naam Alfred-Nikolai Karafin. In 1935 liet hij zijn naam veranderen.
In 1920 begon hij een studie aan de Hogere Muziekschool van Tartu. Hij studeerde orgel bij Johannes Kärt en compositieleer bij Heino Eller. Eller en zijn leerlingen (van wie Eduard Tubin de bekendste was) worden wel de ‘Tartuse School’ genoemd, als tegenhanger van de ‘Tallinnse School’, die onder leiding stond van Artur Kapp.
Karafin (Karindi) studeerde af in 1927, en volgde toen lessen bij August Topman en Artur Kapp aan het conservatorium in Tallinn. Daar studeerde hij in 1931 af.
Intussen gaf hij muzieklessen aan een basisschool in Tartu (1921–1927), de Hogere Muziekschool van Tartu (1925–1928) en de Universiteit van Tartu (1928–1932). Hij werkte als organist in de Mariakerk in Tartu (1925–1929) en de kerk bij de Universiteit van Tartu (1929–1933). In 1933 verhuisde hij naar Tallinn, waar hij van 1933 tot 1940 organist was bij de Karelskerk in de wijk Tõnismäe. Hij stond bekend om zijn improvisaties op het orgel.
Vanaf 1925 gaf hij leiding aan een aantal koren in Tartu en Tallinn. Met ‘Cantate Domino’, het gemengde koor van de Universiteit van Tartu, gaf hij in de jaren 1929–1933 uitvoeringen door heel Estland. Vaak voerden ze het Requiem van Mozart uit.
In 1940 werd Karindi benoemd tot docent muziektheorie en orgel aan het conservatorium van Tallinn. In 1944 werd hij hoofd van de afdeling muziektheorie en in 1946 kreeg hij de titel hoogleraar. In 1948 werd hij opnieuw organist van de Karelskerk. In dat jaar ontving hij ook de Staatsprijs van de Estische Socialistische Sovjetrepubliek.
Karindi had de Sovjetbezetting van 1940, de Duitse bezetting van 1941 en de terugkeer van de Sovjettroepen in 1944 zonder kleerscheuren doorstaan, maar in 1950 werd hij door de Sovjetautoriteiten gearresteerd. Hij werd gevangengezet in een Goelagkamp in Mordovië. In 1954 mocht hij terugkeren naar Tallinn. In 1955 kon hij zijn professorsambt aan het conservatorium weer opnemen. Hij bekleedde die post tot zijn dood in 1969.
In 1957 stichtte hij een gemengd koor van afgestudeerden aan instellingen van hoger onderwijs. Zelf werd hij dirigent van dat koor; ook deze functie bekleedde hij tot zijn dood.
Karindi trad tweemaal op als dirigent tijdens het Estisch Zangfeest: in 1947 en 1965.
Alfred Karindi overleed in Tallinn op 13 april 1969. Hij ligt begraven op het Woudkerkhof in de wijk Kloostrimetsa. In 1986 kreeg zijn geboortehuis in Ongassaare een plaquette.
Karindi's dochter Laine Karindi (1926–2002) was naast muziekpedagoog ook koordirigent; zijn zoon Jüri Karindi (1942) was acteur en theaterdirecteur.

## Oeuvre
Karindi schreef:
- werken voor orgel, waaronder vier orgelsonates. Het tweede deel van zijn derde orgelsonate, getiteld Berceuse, wordt, zeker in Estland, regelmatig gespeeld;
- koormuziek voor mannenkoor, vrouwenkoor en gemengd koor en een paar liederen voor kinderkoor;
- een klein aantal liederen voor solostem;
- kamermuziek, waaronder twee pianosonates;
- één symfonie (uit 1958) en andere orkestwerken.